# Wahlkreis Mailand – Buenos Aires – Venezia (Senato della Repubblica)
Der Wahlkreis Mailand – Buenos Aires – Venezia ist seit 2020 ein Wahlkreis (italienisch collegio elettorale) für die Wahl des Senats.
Der Wahlkreis umfasst Teil der Gemeinde Mailand, d. h. die folgende Stadtgliederungen (Nuclei di identità locale, Kurzbezeichnung: NIL): Duomo (NIL 1); Brera (NIL 2); Giardini Porta Venezia (NIL 3); Guastalla (NIL 4); Vigentina (NIL 5); Ticinese (NIL 6); Magenta – San Vittore (NIL 7); Parco Sempione (NIL 8); Garibaldi Repubblica (NIL 9); Centrale (NIL 10); Isola (NIL 11); Maciachini – Maggiolina (NIL 12); Greco (NIL 13); Niguarda – Ca’ Granda (NIL 14); Bicocca (NIL 15); Viale Monza (NIL 16); Adriano (NIL 17); Parco Lambro – Cimiano (NIL 18); Padova (NIL 19); Loreto (NIL 20); Buenos Aires – Venezia (NIL 21); Città Studi (NIL 22); Lambrate (NIL 23); Parco Forlanini – Ortica (NIL 24); Corsica (NIL 25); XXII Marzo (NIL 26); Porta Romana (NIL 27); Umbria – Molise (NIL 28); Ortomercato (NIL 29); Mecenate (NIL 30); Parco Monluè – Ponte Lambro (NIL 31); Triulzo Superiore (NIL 32); Rogoredo (NIL 33); Chiaravalle (NIL 34).

## Wahlergebnisse
| Wahlkreise – Senato della Repubblica – Lombardei | Wahlkreise – Senato della Repubblica – Lombardei | Wahlkreise – Senato della Repubblica – Lombardei |
| Provinz                                          | Provinz                                          | Gemeinden nach Provinzen ⮞ Wahlkreis |
| ------------------------------------------------ | ------------------------------------------------ | --- |
|                                                  | Metropolitanstadt Mailand (133 Gemeinden)        | Teil Mailands ⮞ Wahlkreis Mailand – Buenos Aires – Venezia 44 + Teil Mailands ⮞ Wahlkreis Mailand – Sesto San Giovanni 87 ⮞ Wahlkreis Cologno Monzese 1 ⮞ Wahlkreis Pavia |
|                                                  | Provinz Bergamo (243 Gemeinden)                  | 182 ⮞ Wahlkreis Bergamo 61 ⮞ Wahlkreis Treviglio |
|                                                  | Provinz Brescia (205 Gemeinden)                  | 149 ⮞ Wahlkreis Brescia 56 ⮞ Wahlkreis Treviglio |
|                                                  | Provinz Como (148 Gemeinden)                     | 134 ⮞ Wahlkreis Como 14 ⮞ Wahlkreis Varese |
|                                                  | Provinz Cremona (113 Gemeinden)                  | alle ⮞ Wahlkreis Cremona |
|                                                  | Provinz Lecco (84 Gemeinden)                     | alle ⮞ Wahlkreis Como |
|                                                  | Provinz Lodi (60 Gemeinden)                      | alle ⮞ Wahlkreis Pavia |
|                                                  | Provinz Mantua (64 Gemeinden)                    | alle ⮞ Wahlkreis Cremona |
|                                                  | Provinz Monza und Brianza (55 Gemeinden)         | alle ⮞ Wahlkreis Monza |
|                                                  | Provinz Pavia (186 Gemeinden)                    | alle ⮞ Wahlkreis Pavia |
|                                                  | Provinz Sondrio (77 Gemeinden)                   | alle ⮞ Wahlkreis Como |
|                                                  | Provinz Varese (138 Gemeinden)                   | alle ⮞ Wahlkreis Varese |

### Parlamentswahl 2022
| Kandidaten                          | Kandidaten             | Stimmen | %    | Listen                                                  | Stimmen | %    |
| ----------------------------------- | ---------------------- | ------- | ---- | ------------------------------------------------------- | ------- | ---- |
|                                     | Antonio Misianigewählt | 213.160 | 39,1 | Partito Democratico – Italia Democratica e Progressista | 142.237 | 26,1 |
| Alleanza Verdi e Sinistra           | Antonio Misianigewählt | 213.160 | 39,1 | 34.889                                                  | 6,4     |      |
| +Europa                             | Antonio Misianigewählt | 213.160 | 39,1 | 33.844                                                  | 6,2     |      |
| Impegno Civico – Centro Democratico | Antonio Misianigewählt | 213.160 | 39,1 | 2.190                                                   | 0,4     |      |
|                                     | Maria Cristina Cantù   | 181.837 | 33,3 | Fratelli d’Italia                                       | 103.647 | 19,0 |
| Lega per Salvini Premier            | Maria Cristina Cantù   | 181.837 | 33,3 | 36.791                                                  | 6,7     |      |
| Forza Italia                        | Maria Cristina Cantù   | 181.837 | 33,3 | 33.802                                                  | 6,2     |      |
| Noi Moderati                        | Maria Cristina Cantù   | 181.837 | 33,3 | 7.597                                                   | 1,4     |      |
|                                     | Ivan Scalfarotto       | 88.964  | 16,3 | Azione – Italia Viva                                    | 88.964  | 16,3 |
|                                     | Eugenio Casalino       | 37.050  | 6,8  | Movimento 5 Stelle                                      | 37.050  | 6,8  |
|                                     | Alessandro Lanzani     | 7.740   | 1,4  | Unione Popolare                                         | 7.740   | 1,4  |
|                                     | Gianluca Luciano       | 7.739   | 1,4  | Italexit per l’Italia                                   | 7.739   | 1,4  |
|                                     | Claudio Signore        | 5.773   | 1,1  | Italia Sovrana e Popolare                               | 5.773   | 1,1  |
|                                     | Giancarlo Incerrano    | 2.927   | 0,5  | Vita                                                    | 2.927   | 0,5  |
|                                     | Massimo Picozzi        | 578     | 0,1  | Noi di Centro – Europeisti                              | 578     | 0,1  |
| Gesamt                              | Gesamt                 | 545.768 | 100  |                                                         | 545.768 | 100  |
|                                     |                        |         |      |                                                         |         |      |
| Ungültige Stimmen                   | Ungültige Stimmen      | 12.154  | 2,2  |                                                         |         |      |
| Wähler                              | Wähler                 | 557.922 | 69,0 |                                                         |         |      |
| Wahlberechtigte                     | Wahlberechtigte        | 808.136 |      |                                                         |         |      |
|                                     |                        |         |      |                                                         |         |      |
| Quelle: Innenministerium            |                        |         |      |                                                         |         |      |